# ناحیه کائوستینن
ناحیه کائوسْتینِن از سال ۲۰۰۹ زیرمجموعه‌ای از اوستروبوتنیای مرکزی و یکی از ناحیه‌ها در فنلاند است.